# Rata Patera
La Rata Patera è una struttura geologica della superficie di Io.